# Kochanek lady Chatterley (powieść)
Kochanek lady Chatterley (ang. Lady Chatterley’s Lover) – powieść angielskiego pisarza D.H. Lawrence’a, wydana po raz pierwszy w 1928 prywatnie we 
Florencji. Wersję bez cenzury wydano w Anglii dopiero w 1960 (nieoficjalna edycja pojawiła się w 1929, opublikowana przez Mandrake Press). 
Książka zajęła 39. miejsce na liście 100 książek XX wieku według „Le Monde”.

## Fabuła
Książka opisuje losy Konstancji Chatterley i jej rodziny. W trakcie I wojny światowej Clifford Chatterley, jej mąż, zostaje ciężko ranny. Od tego momentu relacje między nimi zaczynają się zmieniać. Clifford rozumie, że jest ciężarem dla swojej żony i pozwala jej na znalezienie lepszego mężczyzny. Konstancja poznaje gajowego Oliwiera Parkina, z którym zachodzi w ciążę.